# Nyírbéltek

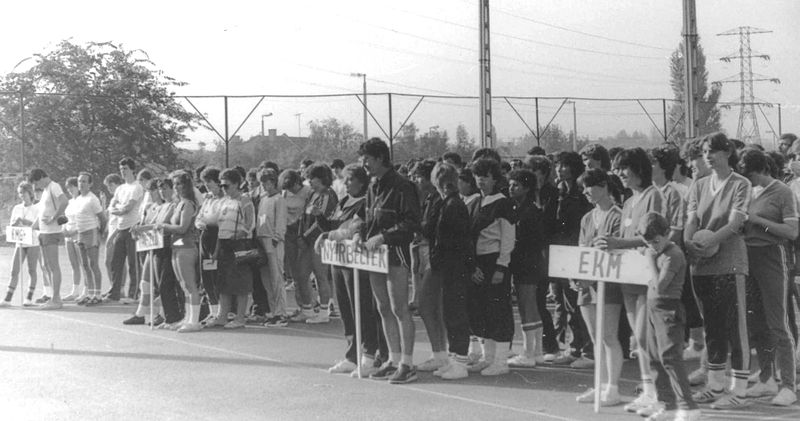
GMM sportnap

Nyírbéltek nagyközség Szabolcs-Szatmár-Bereg vármegyében, a Nyírbátori járásban.

## Fekvése
A vármegye és a Nyírség délkeleti részén fekszik, közel a román határhoz. A környező települések közül Nyírbátor 17, Nyírlugos 7, Nyíradony 14, Piricse 8,5, Ömböly 7,5, Encsencs 7,5, Nyírpilis pedig 12 kilométer távolságra található.
A közvetlen szomszédos települések: észak felől Piricse, kelet felől Ömböly, dél felől Penészlek, délnyugat felől Fülöp, nyugat felől Nyírlugos, északnyugat felől pedig Encsencs.

### Megközelítése
Csak közúton közelíthető meg, Nyírbátor és Nyírábrány felől a közöttük húzódó 4906-os, Nyíradony felől pedig az onnan idáig húzódó 4903-as úton. Ömböllyel a 49 133-as számú mellékút köti össze.
Az ország távolabbi részei felől a Debrecen-Mátészalka közti 471-es főútról érhető el a legegyszerűbben, a megközelítés irányától függően nyíradonyi vagy nyírbátori letéréssel.

## Története
A település neve 1265-ben, V. István oklevelében tűnik fel először.
1325-ben Béltek (Nyírbéltek) a Balogsemjén nemzetség birtokfelosztásakor a nemzetség Kállay-ágáé lett, akik ezután egészen a 18. század végéig a falu földesurai maradtak, bár mellettük több részbirtokosa is volt a településnek.
1569-ben Prépostváry család, Prépostváry Bálint nyer itt részbirtokként királyi adományt.
1633-ban a bélteki uradalmat részbirtokként Prépostváry Zsigmond kapja királyi adomány gyanánt, mely még 1644-ben is birtokaként szerepel, majd részét – magtalan halála folytán – 1778-ban gróf Károlyi Antal kapja ugyancsak királyi adományként.
A település a XVII. század végére már majdnem elnéptelenedett, lakói az 1700-as években Kállay Sándor közeli encsencsi birtokára költöztek át.
A néptelenné vált falut birtokosa, a Kállay család később görögkatolikus ruszinokkal népesítette be.
1785-ben a falu még mindig a Kállayaké, ekkor csupán 769 lakója volt.
A lakosság száma 1848-ra már majdnem a duplájára nőtt, a beköltözések folytán vegyes származású és vallású népesség alakul ki. A ruszin etnikumú lakosság a 20. század elejére elmagyarosodott, de görögkatolikus vallását megtartotta.
1920-ban a településnek 1514 görögkatolikus, 710 római katolikus, 237 református 121 izraelita és 2 evangélikus lakosa van.
A falu 1922-től a Ligetaljai járás területéhez tartozott Hágótanya, Lejtőtanya, Lebujtanya, Cifraszállás és Gyármajor nevű területekkel együtt.
1950-től Debrecennel keskeny nyomtávú vasút kötötte össze, a Zsuzsi Erdei Vasút.
1950-ben, mikor Ligetalja járás megszűnt, a falut a Nyírbátori járáshoz sorolták.
1971-től mint közös tanácsú község szerepel, majd 1975-től nagyközség lett.
1977. augusztus 31-én a kisvasúton a forgalmat megszüntették, a síneket felszedték.
1989-től Nyírbátor vonzáskörzetébe tartozik.

## Közélete

### Polgármesterei
- 1990–1994: Csik Mihály (független)[3]
- 1994–1998: Üveges Mihály (független)[4]
- 1998–2002: Üveges Mihály (független)[5]
- 2002–2006: Csik Mihály (független)[6]
- 2006–2010: Csik Mihály (független)[7]
- 2010–2014: Csik Mihály (független)[8]
- 2014–2019: Bagdi Sándor (Fidesz-KDNP)[9]
- 2019–2024: Bagdi Sándor (Fidesz-KDNP)[10]
- 2024– : Bagdi Sándor (Fidesz-KDNP)[1]

A településen az 1998. október 18-án megtartott önkormányzati választás érdekessége volt, hogy az országos átlagot jóval meghaladó számú, összesen 8 polgármesterjelölt indult. Ilyen nagy számú jelöltre az egész országban csak tíz település lakói szavazhattak, ennél több (9, 10 vagy 12) aspiránsra pedig csak öt másik településen volt példa.

## Népesség
A település népességének változása:
| Lakosok száma | 2990 | 2967 | 2949 | 2874 | 2801 | 2723 | 2690 |
|               | 2013 | 2014 | 2015 | 2021 | 2022 | 2023 | 2024 |

2001-ben a település lakosságának 87%-a magyar, 13%-a cigány nemzetiségűnek vallotta magát.
A 2011-es népszámlálás során a lakosok 87,5%-a magyarnak, 22,7% cigánynak, 0,2% románnak mondta magát (12,5% nem nyilatkozott; a kettős identitások miatt a végösszeg nagyobb lehet 100%-nál). A vallási megoszlás a következő volt: római katolikus 23,7%, református 7,1%, görögkatolikus 50,3%, felekezeten kívüli 1,7% (16,6% nem válaszolt).
2022-ben a lakosság 93,1%-a vallotta magát magyarnak, 25,5% cigánynak, 0,3% románnak, 0,1-0,1% németnek, bolgárnak és szerbnek, 0,6% egyéb, nem hazai nemzetiségűnek (6,9% nem nyilatkozott; a kettős identitások miatt a végösszeg nagyobb lehet 100%-nál). Vallásuk szerint 18% volt római katolikus, 8,4% református, 39,8% görög katolikus, 0,3% egyéb keresztény, 0,1% evangélikus, 0,1% ortodox, 8,8% felekezeten kívüli (24,2% nem válaszolt).

## Ipartelepítés
A Ganz Műszer Művek KMGy gyára megvásárolta a korábbi faipari tevékenységet végző telepet, és munkáinak egy részének gyártását ide telepítette.

## Nevezetességei
- Római katolikus templom – Az 1222-ben épült temploma 1787-ben leégett, azt kb. 30 évvel később Kállay Ignác, a falu akkori földesura helyreállíttatta. Nyugati homlokzatán álló kis tornyát 1925-ben építették. A római templom alatt fut 1 alagút, ami a tatárjáráskor épült fel, azóta az alagutat befedték.

## Híres emberek
- Itt született 1932. január 20-án Miska János (John Miska) kanadai magyar író, újságíró, könyvtáros, a Magyar Tudományos Akadémia külhoni tagja.
- Itt született 1951. július 9-én David Beery, eredeti nevén Pongor Beri Károly híres grafikus és festő.
- Itt született 1961. december 10-én Mészáros Béla népzenész , a "Népművészet Ifjú Mestere".

## Külső hivatkozások
- Nyírbéltek község honlapja